# Daniel Viegas (wielrenner)
Daniel Pedroso Viegas (Loulé, 5 januari 1998) is een Portugees wielrenner.

## Carrière
Als junior werd Viegas in 2015 derde op het nationale kampioenschap tijdrijden, achter Jorge Magalhães en João Almeida. Een jaar later was enkel Almeida sneller.
Omdat zijn ploeg in 2021 een stap hogerop deed, werd Viegas dat jaar prof. Zijn eerste profseizoen startte in de Strade Bianche, waar hij buiten de tijdslimiet finishte. Later dat jaar werd hij onder meer vijfde in het bergklassement van de Ronde van Asturië. Wel won hij daar het tussensprintklassement. In zijn tweede seizoen als prof stond hij onder meer aan de start van Milaan-Turijn, waar hij bijna 150 kilometer in de aanval reed.

## Overwinningen
2016
Bergklassement Tour des Portes du Pays d'Othe
2021
Tussensprintklassement Ronde van Asturië

## Ploegen
- 2019 –  Kometa Cycling Team
- 2020 –  Kometa Xstra Cycling Team
- 2021 –  EOLO-Kometa
- 2022 –  EOLO-Kometa
- 2023 –  Aviludo-Louletano-Loulé Concelho
- 2024 –  Aviludo-Louletano-Loulé Concelho
- 2025 –  Aviludo-Louletano-Loulé

Albanese · Archibald · Bais · Belletti · Christian · Dina · Fancellu · Fetter · Fortunato · Frapporti · García · Gavazzi · Grávalos · Pacioni · Ravasi · Rivi · Ropero · Sevilla · Viegas · Wackermann · Hernaiz (stagiair) · Martin (stagiair) · Piganzoli (stagiair)
Albanese · Bais · Bevilacqua · Christian · Dina · Fancellu · Fedeli (vanaf 20/6) · Fetter · Fortunato · García · Gavazzi · Grávalos · Lonardi · Maestri · Á. Martín · D. Martín · Ravasi · Rivi · Ropero · Rosa · Sevilla · Viegas · Montoli (stagiair) · Muñoz (stagiair) · Pietrobon (stagiair)